# آویده ناظری
آویده ناظری یک پزشک غدد درون‌ریز و متابولیسم ایرانی و مدیر کلینیک، پزشکی و مقررات نوو نوردیسک انگلستان و ایرلند است.

## تحصیلات
ناظری در کودکی آرزو داشت مهماندار هوا شود اما معلمش او را تشویق به تحصیل در رشته پزشکی کرد. او در دانشکده آموزش پزشکی دانشگاه کینگز لندن پزشکی را آموخت.